# Râul Apa Roșie, Ozunca
Râul Apa Roșie este un curs de apă, afluent al râului Ozunca. 